# Irisberto Herrera
Irisberto Herrera (7 de diciembre de 1968) es un Gran Maestro Internacional de ajedrez de origen cubano, nacionalizado español.
Es el número 35 de España, en la lista de enero de 2008 de la FIDE, con un ELO de 2458.

## Campeonatos nacionales
En 1996, Herrera ganó el título, empatado con Julio Becerra en el Campeonato de Cuba de ajedrez. En 1986 fue ganador del Campeonato de Cuba juvenil, celebrado en Colón.

## Campeonatos internacionales
Participó representando a Cuba en una Olimpíadas de ajedrez en 1996.